# Гури-Серадзькі
Гури-Серадзькі (пол. Góry Sieradzkie) — село в Польщі, у гміні Казімежа-Велька Казімерського повіту Свентокшиського воєводства.
Населення — 107 осіб (2011).
У 1975-1998 роках село належало до Келецького воєводства.

## Демографія
Демографічна структура на день 31 березня 2011 року:
|          | Загалом | Допрацездатний вік | Працездатний вік | Постпрацездатний вік |
| -------- | ------- | ------------------ | ---------------- | -------------------- |
| Чоловіки | 41      | 5                  | 28               | 8                    |
| Жінки    | 66      | 22                 | 31               | 13                   |
| Разом    | 107     | 27                 | 59               | 21                   |